# Winston Place
Winston Place es una residencia histórica ubicada en Valley Head, Alabama, Estados Unidos. La casa se incluyó en el Registro de Monumentos y Patrimonio de Alabama en 1976 y en el Registro Nacional de Lugares Históricos en 1987.

## Historia
William O. Winston, un abogado originario de Rogersville, Tennessee se mudó al condado de DeKalb en 1838. Más tarde, Winston serviría en la Cámara de Representantes de Alabama y fue un importante inversionista en Wills Valley Railroad, que más tarde conectaría Chattanooga con Birmingham. Poco después de llegar a Alabama, Winston construyó una I-house de dos pisos. A fines del siglo XIX, el exterior se modificó ampliamente con un pórtico de estilo neocolonial y un pórtico tetrástilo de dos pisos. Alrededor de 1930, las dependencias traseras se conectaron a la casa, dándole un plano en forma de L. La casa se incluyó en el Registro de Monumentos y Patrimonio de Alabama en 1976 y en el Registro Nacional de Lugares Históricos en 1987.